# Bragang
Bragang is een bestuurslaag in het regentschap Bangkalan van de provincie Oost-Java, Indonesië. Bragang telt 3652 inwoners (volkstelling 2010).